# 井上篤太郎 (羽村市長)
井上 篤太郎（いのうえ とくたろう、1929年（昭和4年）3月7日 - 2020年（令和2年）9月27日）は、昭和から平成時代の政治家。東京都西多摩郡羽村町長、羽村市長。

## 経歴
東京府西多摩郡西多摩村（羽村町を経て、現在の東京都羽村市）で生まれる。東京都立農林高等学校卒業。
羽村町議会議長を経て、1985年（昭和60年）以来羽村町長に3選。1991年（平成3年）市制施行に伴い羽村市長となった。2001年（平成13年）まで務めた。
2020年（令和2年）9月27日、老衰のため死去した。